# Passeig del Comte Guifré (Sant Joan de les Abadesses)
El passeig del Comte Guifré és una rambla de Sant Joan de les Abadesses (Ripollès) inclosa a l'Inventari del Patrimoni Arquitectònic de Catalunya.

## Descripció
El passeig és un espai que es troba entre el barri vell i el barri del raval. En un extrem hi ha el monestir, i a l'altre el carrer Major, antic portal major de la muralla. Hi ha dos carrils de circulació rodada i en el centre, més elevat, el lloc de passejar, amb sorra, bancs i dues rengleres de castanyers bords. És la principal artèria de comunicació de la vila; té botigues, caixes, bars, teatre, cinema, construccions modernistes, i d'altres d'estil no definit però antigues. Al passeig s'hi fa el mercat de la roba els diumenges al matí, audicions de sardanes i la majoria d'actes festius i populars de la vila.

## Història
El passeig, actualment rambla del Comte Guifré, es va anar configurant durant el segle passat i aquest segle, fins a adquirir l'aspecte actual. Inicialment era un espai arran i fora de les muralles tocant al portal major (única entrada a la vila per la banda est), que quedava entre la vila vella i el barri del Raval (nucli de població entorn de la parròquia de Sant Pol i el pont vell). També va tenir la funció d'era gran, on els avantpassats hi anaven a batre, i hi tenien també els pallers i pallerons. Els diferents noms que ha tingut dona una idea de la seva història. Segles enrere es deia Era Gran, el segle xix quan el varen començar a urbanitzar es va dir passeig o rambla de l'Era Gran. El 1895 "paseo de las Acacias", ja que els arbres eren acàcies. Va continuar el nom d'Era Gran fins a la nova retolació dels noms dels carrers de l'any 1921, que va passar a ser passeig de l'Abat Ramon de Bianya. Per la guerra, Francesc Macià, després Rambla del "Caudillo" i ara del Comte Guifré.